# Il ritorno degli zombie
Il ritorno degli zombi (The Mammoth Book Of Zombies) è una raccolta di racconti del 1993, curata da Stephen Jones.
In Italia esce come supplemento ad Urania Classici n. 208.

## Titoli
- Generazioni emergenti (Rising Generation, 1975), di Ramsey Campbell
- La canzone degli schiavi (The Song of the Slaves, 1940), di Manly Wade Wellman
- Sesso, morte e polvere di stelle (Sex, Death and Starshine, 1984), di Clive Barker
- Marbh Bheo (Marbh Bheo, 1993), di Peter Tremayne
- Il bacio di sangue (The Blood Kiss, 1987), di Dennis Etchison
- Le notti dei morti viventi (Night After Night of the Living Dead, 1993), di Christopher Fowler
- Nel lontano deserto delle Cadillac con il popolo dei morti (On the Far Side of the Cadillac Desert with Dead Folks, 1989), di Joe R. Lansdale
- Più tardi (Later, 1993), di Michael Marshall Smith
- Vengono a prenderti (They're Coming for You, 1986), di Les Daniels
- Il rapimento di mister Bill (The Taking of Mr. Bill, 1993), di Graham Masterton
- Percorrendo il labirinto (Treading the Maze, 1981), di Lisa Tuttle
- Clinicamente morta (Clinically Dead, 1993), di David Sutton
- La corruzione della carne (Out of Corruption0, 1993), di David Riley
- La condanna di Jeremy Cleave (The Disapproval of Jeremy Cleave, 1989), di Brian Lumley
- Lo stagno dei carassi (The Crucian Pit, 1993), di Nicholas Royle
- Senza far rumore (Quietly Now, 1981), di Charles L. Grant
- I graticci (Sticks, 1974), di Karl Edward Wagner
- La professione di Patricia (Patricia's Profession, 1985), di Kim Newman
- Il morto non muore! (The Dead Don't Die!, 1951), di Robert Bloch

## Edizioni
- a cura di Stephen Jones, Il libro dei morti viventi, traduzione di Paola Tomaselli, Corinna Agustoni, Massimo Patti, Daniela Rossi e Dida Paggi, collana Urania Presenta, Arnoldo Mondadori Editore, 1994.